# La Grande Rivière
La Grande Rivière (ang. La Grande River, dawniej Fort George River, kri: Chisasibi) – rzeka we wschodniej Kanadzie w prowincji Quebec. Jej długość wynosi 893 km, a powierzchnia dorzecza 97,6 tys. km².
Źródła rzeki znajdują się na wyżynie w centralnej części półwyspu Labrador. Płynie w kierunku zachodnim, uchodząc do Zatoki Jamesa (część Zatoki Hudsona).
Tereny nad rzeką La Grande Rivière zamieszkiwali Indianie Kri. Na początku XIX wieku u ujścia rzeki powstała osada Fort George, placówka handlowa na szlaku handlu futrem. Obecnie istnieje tam indiańska osada Chisasibi. Obecnie najważniejszą miejscowością nad rzeką jest Radisson, która powstała wraz z wielkim projektem hydroenergetycznym na rzece La Grande Rivière.
Projekt ten, zwany projektem Zatoki Jamesa, polegał na skierowaniu wód innych rzek (Eastmain, Caniapiscau i Opinaca) do rzeki La Grande i ponad dwukrotnym zwiększeniu jej przepływów. Na La Grande Rivière zbudowano w latach 70. XX wieku cztery duże elektrownie wodne o łącznej mocy zainstalowanej 11409 MW. Projekt ten wywołał konflikt z Indianami Kri, którzy obawiali się zniszczenia cennych zasobów przyrodniczych tego regionu.